# 渡辺尚子
渡辺 尚子（わたなべ なおこ、1980年7月19日 - ）は、日本の女優。かつてはムーン・ザ・チャイルドに所属していた。

## 人物
- 福岡県出身
- 身長：156cm
- 血液型：A型
- 趣味：ショッピング
- 特技：百人一首をすべて言える
- スポーツ：テニス、バレーボール

## 出演

### テレビ番組
- 「ぷるんぷるん」（テレビ西日本）｛2000.4〜2001.3｝
- 「若菜の女塾」（テレビ東京）｛2001.10〜12｝
- 「ほんパラ!痛快ゼミナール」アシスタント（テレビ朝日）｛2001.12〜2002.3｝
- 「恋するM」（フジテレビ）｛2002.4〜2003.3｝
- ディズニーチャンネル「ディズニーパラダイス」(CS87ch)｛2004.6｝
- 愛の劇場「新・天までとどけ3」南川麻美役（TBS）｛2002.4〜6｝
- 日曜劇場「おとうさん」第4話回想シーン進藤晶役(TBS)｛2002.11｝
- 「海猿－UMIZARU EVOLUTION－」葛西真理役（フジテレビ）｛2005.7〜9｝
- 土曜ミッドナイトドラマ「快感職人」第8話 女性客役（テレビ朝日）｛2006.9/9｝

### CM
- 佐賀銀行「イメージキャラクター」｛1998〜1999｝
- 長府製作所｛1999〜2001｝
- セキヤヒルズ｛1999｝
- JR九州“NICE GOING CARD”キャンペーンイメージキャラクター｛1999〜2000｝
- 南日本銀行イメージキャラクター｛1999〜2000｝
- 日本マクドナルド“ゆくトリくるトリ”キャンペーン｛1999〜2000｝
- 三菱電機「暖房機」全般イメージキャラクター｛2001.6〜2002.5｝
- 三菱電機「緑化推進キャンペーン」イメージキャラクター｛2004.2〜3｝
- コナミ「セイギノヒーロー」｛2005.3｝